# Estadio Giuseppe Meazza
El Estadio Giuseppe Meazza (en italiano: Stadio Giuseppe Meazza), también conocido como Estadio de Fútbol San Siro (en italiano: Stadio Calcistico San Siro), es un recinto deportivo situado en la ciudad de Milán, Italia, en el barrio de San Siro. En él disputan sus partidos como locales el A. C. Milan y el Inter de Milán, rivales deportivos.
Se inauguró el 19 de septiembre de 1926 y tiene una capacidad de 80 018 espectadores. Es el mayor estadio de Italia. Está catalogado por la UEFA como estadio élite (categoría 4), lo que le permite albergar finales europeas, como sucedió en las finales de la Copa de Europa/Liga de Campeones de 1965, 1970, 2001 y 2016.
En líneas generales, cuando el A. C. Milan ejerce de equipo local, sus aficionados lo llaman San Siro, mientras que cuando lo hace el Inter de Milán, sus fanáticos lo llaman Giuseppe Meazza.

## Historia

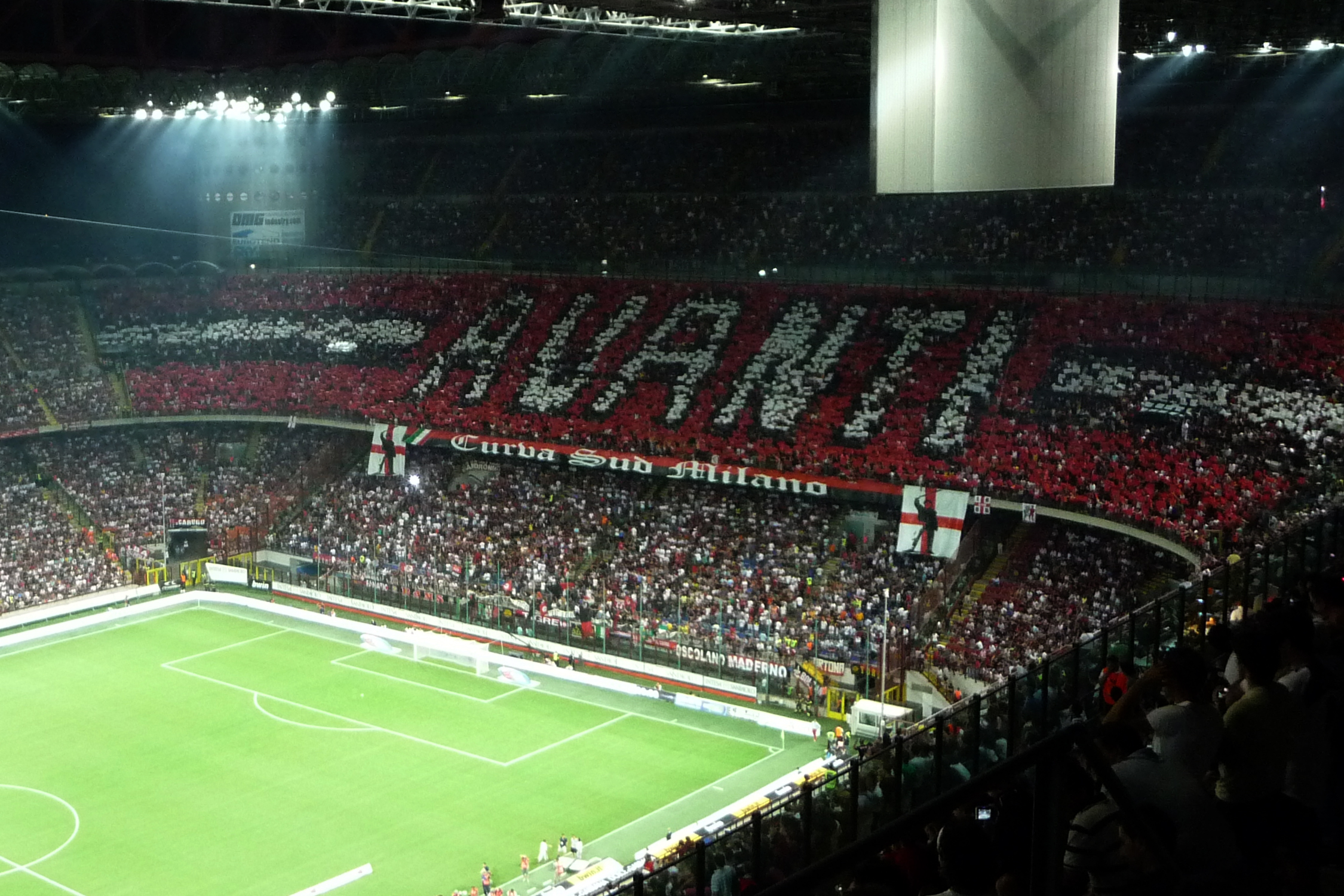
Tifo de los tifosi del AC Milan durante el Derby della Madonnina en la temporada 2008-09.

La construcción del estadio comenzó en diciembre de 1925, por iniciativa del por entonces presidente rossonero Piero Pirelli, en el distrito milanés de San Siro, de donde obtuvo su primer nombre (Nuovo Stadio Calcistico San Siro). El estadio disponía de una capacidad de 35 000 espectadores. Se inauguró el 19 de septiembre de 1926 con un derbi della Madonnina entre el A. C. Milan y el Inter de Milán que acabó con victoria del Inter por 6-3. Unos días después del primer duelo, los equipos volvieron al césped, pero uno al lado del otro. Ocho nerazzurri y tres rossoneri jugaron para un equipo contra los visitantes de DFK Praga y ganaron por 4-1. El primer enfrentamiento oficial fue contra el Sampierdarnese el 3 de octubre de 1926, cuando otra vez el A. C. Milán volvió a ser derrotado 1-2. El primer partido de Italia fue el 20 de febrero de 1927 contra Checoslovaquia, que acabó 2-2.

### Venta al gobierno municipal y primera ampliación del estadio
El estadio fue propiedad del A. C. Milan hasta 1935, año en el que el club rossonero transfirió su propiedad al gobierno municipal. A pesar de la venta, el equipo continuó disputando como local sus partidos en este estadio. Tras el éxito del Mundial de 1934, ganado por Italia, el gobierno municipal pensó que sería un buen negocio comprarlo y ampliarlo. Llegó así a una capacidad de 55 000 espectadores. La inauguración tras la remodelación se produjo el 13 de mayo de 1939 en un partido entre Italia e Inglaterra que acabó 2-2. Con la Segunda Guerra Mundial el fútbol se detuvo hasta que finalizó la guerra. El primer partido después de la misma fue el 1 de diciembre de 1946 entre Italia y Austria con victoria italiana 3-2. Hubo problemas con funcionamiento del cronómetro como hecho más destacable.

### Nuevo equipo local

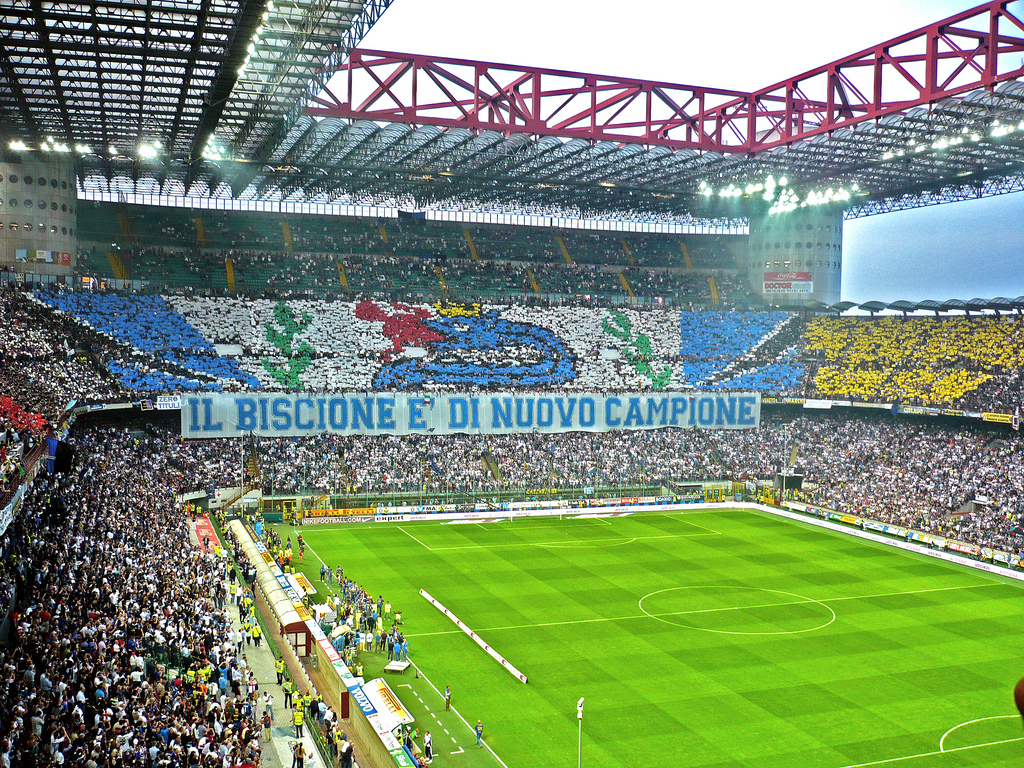
Tifo de los tifosi del Inter de Milán durante un partido contra el AC Siena de la Serie A en la temporada 2008-09.

A partir de 1947, también el Inter de Milán comenzó a jugar como local en este estadio. Desde entonces hubo un gran problema entre las aficiones, porque los del Inter de Milán no se sentían cómodos con el nombre de San Siro y buscaban rebautizarlo con algo más vinculado a su historia. En septiembre, jugaron aquí su primer partido del campeonato 1947-1948 y el Módena fue su rival; empataron 1-1.

### Segunda ampliación del estadio
Después de la Segunda Guerra Mundial las autoridades desarrollaron un borrador del segundo anillo, pero al comenzar las excavaciones, en julio de 1954, se encontraron con un suelo arcilloso, por lo que hubo problemas con el drenaje del terreno de juego. En 1955 las obras finalizaron y el estadio estaba destinado a acomodar hasta 100 000 personas, pero por razones de seguridad se redujo a 60 000 asientos. El primer partido fue el 3 de septiembre de 1955 entre el A. C. Milan y el F. C. Dinamo Moscú y acabó con derrota 1-4.

### Iluminación artificial

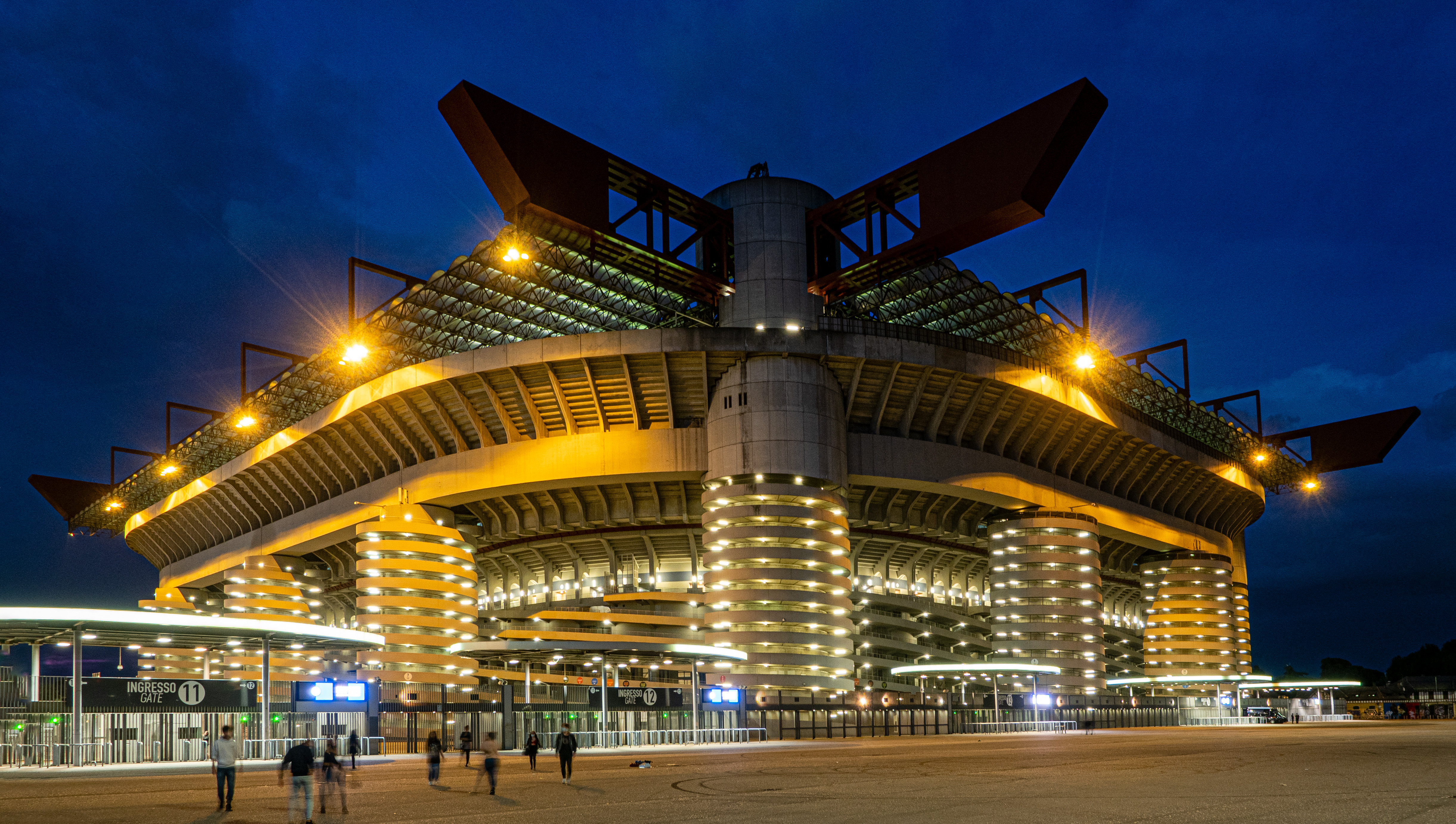
Estadio de noche en 2021

En 1957 se instalaron 180 focos para poder disputar partidos de noche. Fue así el primer estadio de Italia con iluminación artificial. Pagó la obra el A. C. Milán y el municipio, en respuesta, cobró entrada en los partidos nocturnos para compensar el coste. Se inauguró en un partido amistoso el 23 de agosto de 1957 entre A. C. Milán y la Fiorentina que acabó con victoria 4-0. En la década de 1960 se construyen las rampas en forma de hélice que lo hicieron tan característico.

### Primer marcador
En 1967 se le puso su primer marcador electrónico, que indicaba tan sólo el resultado.

### Cambio de nombre
Desde que el Inter de Milán empezó a jugar de local, las directivas de este y del A. C. Milán no consiguieron llegar a un acuerdo para cambiar el nombre del estadio, ya que había que contentar a las dos aficiones.
El 3 de marzo de 1980 se cambió oficialmente el nombre del estadio como Giuseppe Meazza, futbolista nacido en Milán que fue dos veces campeón del mundo con Italia y fue jugador de ambos clubes de la ciudad; había fallecido el 21 de agosto de 1979. Después de este cambio, son los aficionados del A. C. Milán los que no se sienten cómodos con este nombre ya que Giuseppe Meazza pasó la mayor parte de su carrera en el equipo nerazzurri, por lo que son los aficionados de este equipo los que se sienten más identificados con la nueva denominación oficial del estadio. Aunque no sea oficial, los tifosi del A. C. Milán siguen llamándolo San Siro.

### Remodelación para el Mundial de 1990 y tercera ampliación del estadio
El estadio fue sede del Mundial de 1990. Acogió, entre otros, el partido inaugural; pero, para ello, necesitó una profunda remodelación. Los encargados de dicha remodelación fueron arquitectos Giancarlo Raggazi, Henrico Hoffer y el ingeniero y profesor universitario Leo Finzi. Se construyó el tercer anillo, se ubicó un techo que cubre las localidades y que sostienen once torres cilíndricas externas, con rampas de acceso para el público a sus asientos. Las obras se completaron el 2 de junio de 1990 y costaron 180 000 millones de liras.La capacidad del estadio se fijó en 85 700. El estadio se inauguró el 25 de abril de 1990 en la vuelta de la final de la Copa Italia contra la Juventus de Turín, que ganó 0-1 y se proclamó campeona tras haber empatado 0-0 en la ida.

### Museo
A mediados de los noventa se inauguró el primer museo en un estadio en Italia. En él está la historia del A. C. Milán y del Inter de Milán en forma de trofeos, camisetas, medallas, balones, etc.

### Remodelación para ser un estadio categoría élite de la UEFA
En el 2006 la UEFA elaboró una nueva clasificación de los estadios y definió cuatro categorías de estadios en función de sus características, que se denominaron, de mayor a menor rango, categoría élite, categoría 3, categoría 2 y categoría 1. Para cumplir con todos los requisitos, en 2008 la capacidad de estadio se redujo a 80 018 espectadores.
Otro hecho destacable ocurrió en el 2015 cuando se combinó césped natural y artificial.

### Atalanta B. C.
Durante su participación en la Liga de Campeones de la UEFA 2019-20, el Atalanta jugó sus partidos de local en San Siro debido a que su estadio, el  Atleti Azzurri d'Italia de Bérgamo, no cumplía con los requisitos mínimos exigidos por UEFA para torneos europeos. Esto fue posible gracias a un acuerdo entre el equipo «Dea» y la ciudad de Milán.

## Instalaciones

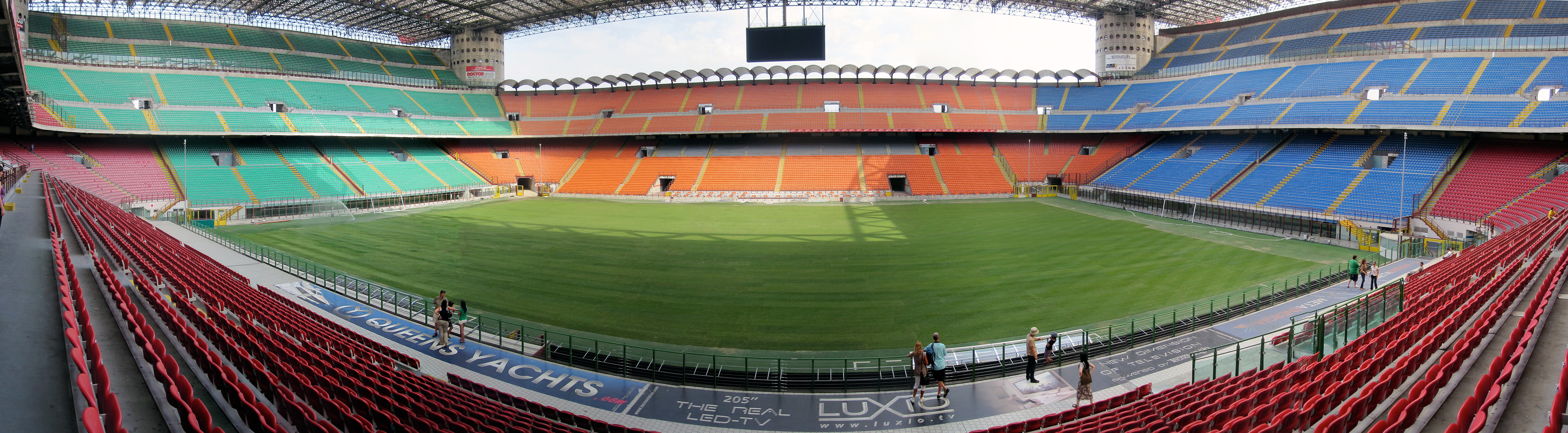
Panorámica del estadio.

El estadio tiene las siguientes características:
- 244 asientos para discapacitados.
- Zona Vip para 300 personas.
- La tribuna de honor tiene 304 asientos y es una zona reservada para personas que marcaron una época en el club.
- La zona de medios de comunicación tiene una capacidad de 224 personas.

## Afluencia
La afluencia al estadio, salvo en partidos importantes, no es muy alta. El A. C. Milán ocupa en torno al 61 % y el Inter de Milán un 56 %; de ahí que el equipo rossoneri lleve años queriendo construir un estadio propio en el que conseguir más ingresos, a pesar de querer hacerlo de menos capacidad que el actual estadio.

## Aforo
| Fecha                    | Capacidad | Remodelación | Especificaciones           |
| ------------------------ | --------- | --- | -------------------------- |
| 19 de septiembre de 1926 | 35 000    | Inauguración del estadio |                            |
| 13 de mayo de 1939       | 55 000    | La adición de sectores en forma de arco, que se suponía que conectaban los cuatro soportes entre sí. Esto hizo posible aumentar la cantidad de asientos |                            |
| 3 de septiembre de 1955  | 60 000    | Se construye el segundo anillo |                            |
| 25 de abril de 1990      | 85 700    | Se construye el tercer anillo | Un espectador - Un asiento |
| 2008                     | 80 018    | Para cumplir con requisitos UEFA para ser de categoría élite                                                                                            |                            |
| 2023                     | 80 018    | |                            |

## Galería de fotos

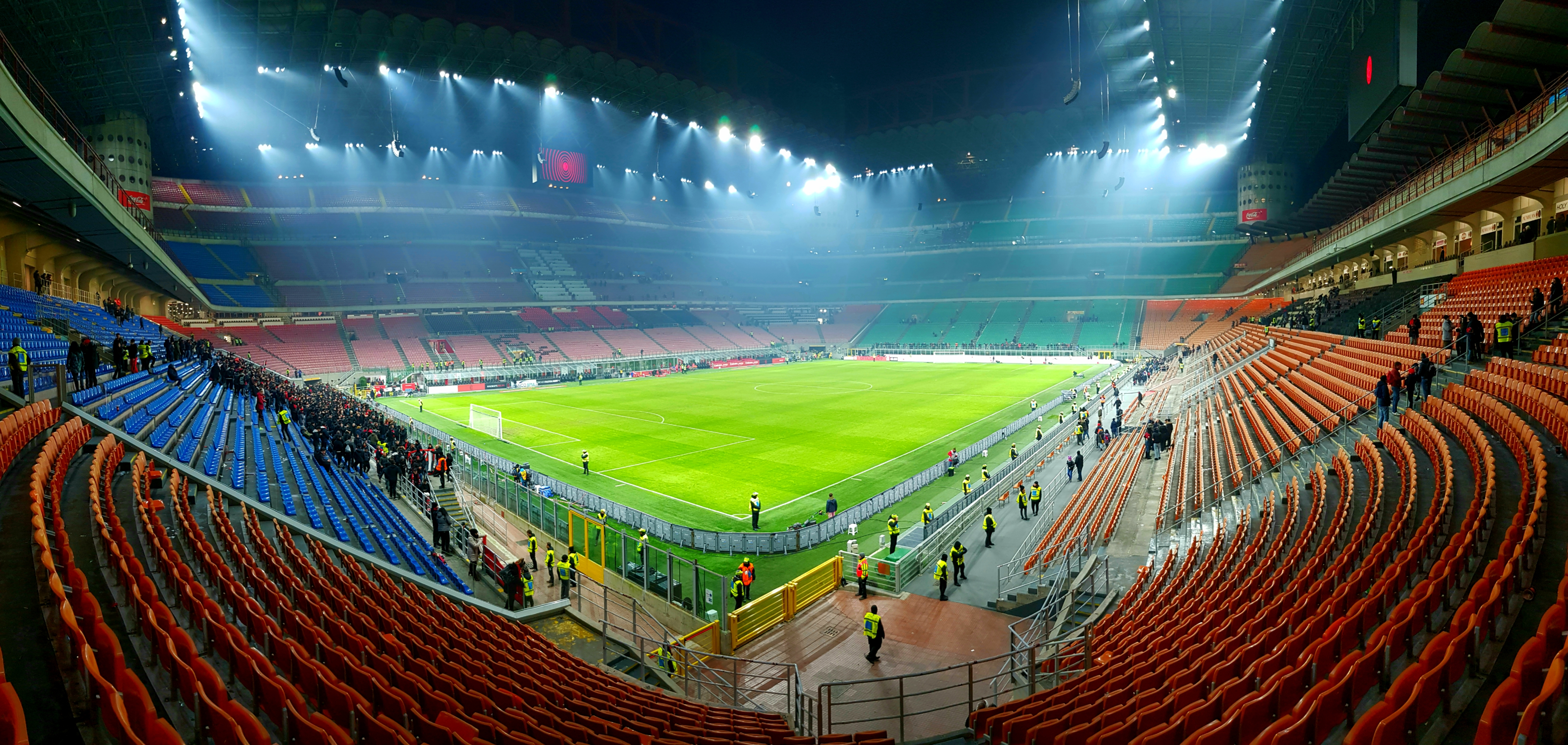
Stadio Giuseppe Meazza - San Siro
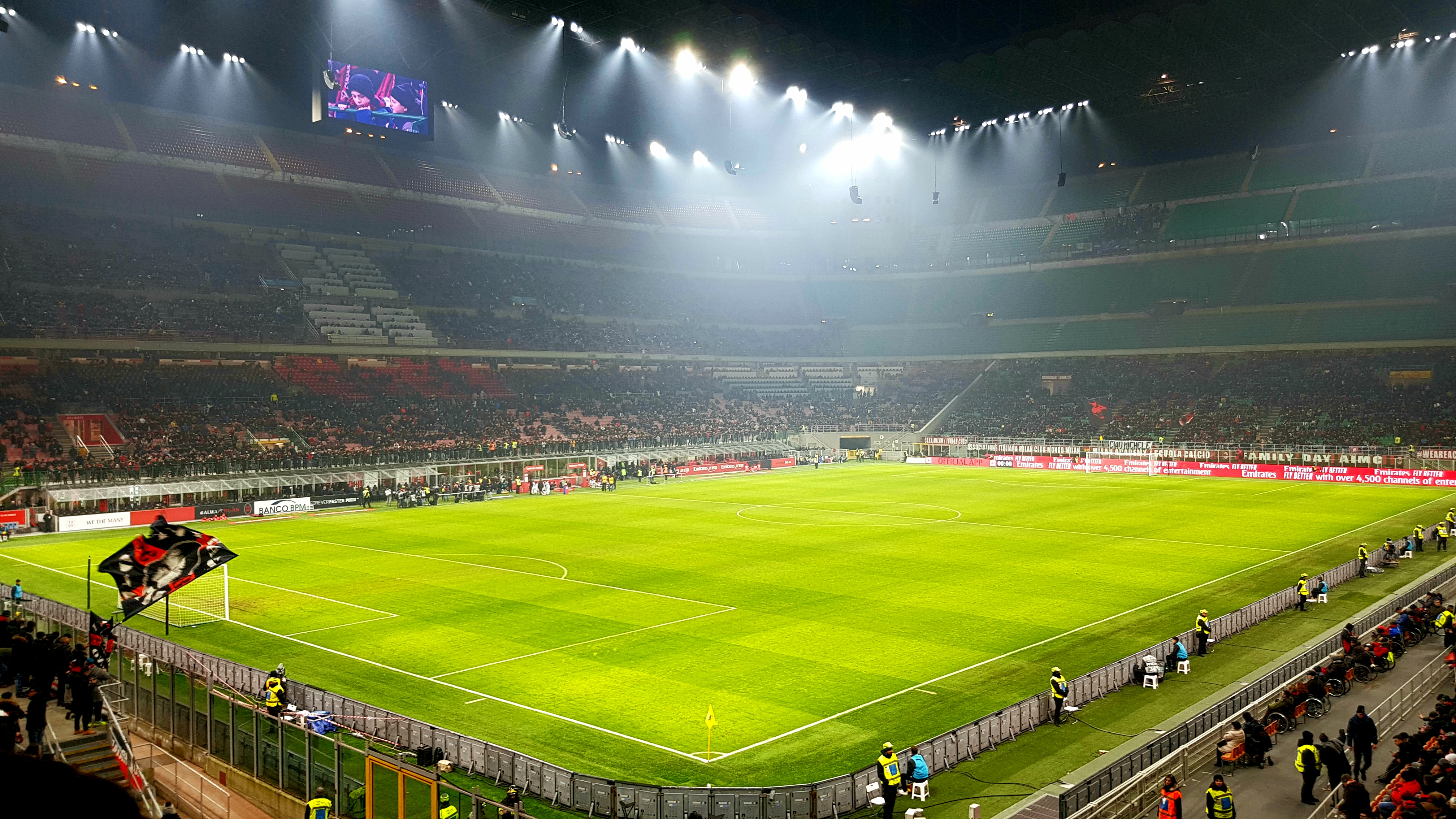
Interior del estadio
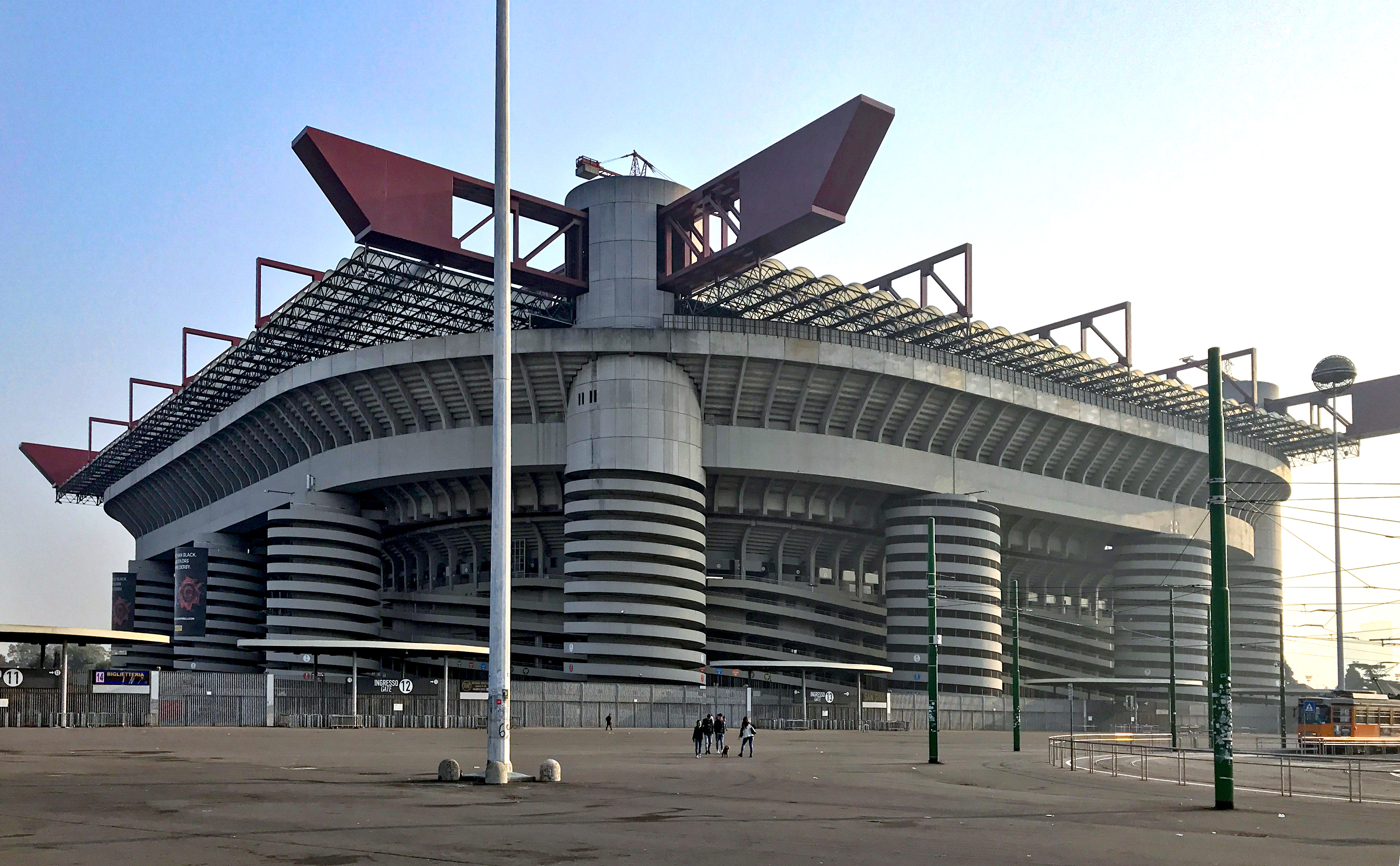
Exterior del estadio

## Eventos disputados

### Copa del Mundo 1934
| Fecha      | Selección | Resultado | Selección    | Ronda            | Espectadores |
| ---------- | --------- | --------- | ------------ | ---------------- | ------------ |
| 27-05-1934 | Suiza     | 3–2       | Países Bajos | Primera ronda    | 33 000       |
| 31-05-1934 | Alemania  | 2–1       | Suecia       | Cuartos de final | 3 000        |
| 03-06-1934 | Italia    | 1–0       | Austria      | Semifinal        | 35 000       |

### Copa Mundial de Fútbol de 1990
| Fecha      | Selección        | Resultado | Selección              | Ronda            | Espectadores |
| ---------- | ---------------- | --------- | ---------------------- | ---------------- | ------------ |
| 08-06-1990 | Argentina        | 0–1       | Camerún                | Grupo B          | 73 780       |
| 10-06-1990 | Alemania Federal | 4–1       | Yugoslavia             | Grupo D          | 74 765       |
| 15-06-1990 | Alemania Federal | 5–1       | Emiratos Árabes Unidos | Grupo D          | 71 169       |
| 19-06-1990 | Alemania Federal | 1–1       | Colombia               | Grupo D          | 72 510       |
| 24-06-1990 | Alemania Federal | 2–1       | Países Bajos           | Octavos de final | 74 559       |
| 01-07-1990 | Checoslovaquia   | 0–1       | Alemania Federal       | Cuartos de final | 73 347       |

### Eurocopa 1980
- ver Eurocopa 1980.

| Fecha      | Selección    | Resultado | Selección      | Ronda   | Espectadores |
| ---------- | ------------ | --------- | -------------- | ------- | ------------ |
| 12-06-1980 | España       | 0–0       | Italia         | Grupo B | 46 816       |
| 15-06-1980 | Bélgica      | 2–1       | España         | Grupo B | 11 430       |
| 17-06-1980 | Países Bajos | 1–1       | Checoslovaquia | Grupo A | 11 889       |

### Final Fourde la Liga de las Naciones de la UEFA 2020-21
- ver Final Four de la Liga de las Naciones de la UEFA 2020-21.

| Fecha      | Selección | Resultado | Selección | Ronda       | Espectadores |
| ---------- | --------- | --------- | --------- | ----------- | ------------ |
| 06-10-2021 | Italia    | 1–2       | España    | Semifinales | 33 524       |
| 10-10-2021 | España    | 1–2       | Francia   | Final       | 31 511       |

### Finales de Copa de Europa / Liga de Campeones
- ver Liga de Campeones de la UEFA

| Fecha      | Equipo               | Resultado      | Equipo             | Espectadores |
| ---------- | -------------------- | -------------- | ------------------ | ------------ |
| 27-05-1965 | F. C. Internazionale | 1–0            | Benfica            | 89 000       |
| 06-05-1970 | S. C. Feijenoord     | 2–1            | Celtic F. C.       | 53 187       |
| 23-05-2001 | Bayern Munich        | 1–1 (5-4 pen.) | Valencia C. F.     | 79 000       |
| 28-05-2016 | Real Madrid C. F.    | 1–1 (5-3 pen.) | Atlético de Madrid | 71 942       |

### Finales de Copa de la UEFA
- ver Liga Europa de la UEFA

| Fecha               | Equipo               | Resultado      | Equipo           | Espectadores |
| ------------------- | -------------------- | -------------- | ---------------- | ------------ |
| 08-05-1991 (Ida)    | F. C. Internazionale | 2–0            | Roma             | 68 887       |
| 11-05-1994 (Vuelta) | F. C. Internazionale | 1–0            | Casino Salzburgo | 80 326       |
| 17-05-1995 (Vuelta) | Juventus             | 1–1            | Parma            | 80 754       |
| 15-05-1997 (Vuelta) | F. C. Internazionale | 1–0 (1-4 pen.) | Schalke 04       | 81 675       |

## Otros deportes

### Boxeo
San Siro fue sede del combate de boxeo entre Duilio Loi y Carlos Ortiz por el título de peso welter junior en 1960.

### Rugby
El primer y único partido de rugby de alto nivel que se jugó en San Siro fue un partido amistoso entre Italia y Nueva Zelanda en noviembre de 2009. 80.000 espectadores vieron el evento, un récord para el rugby italiano.
| 14 de noviembre de 2009 | Italia          | 6-20 (3-14) | Nueva Zelanda                          | Estadio Giuseppe Meazza, Milán,             |                                             |
|                         | GC: Craig Gower |             | Ensayo: Corey Flynn GC: Luke McAlister | Asistencia: 80 000 espectadores Árbitro(s): | Asistencia: 80 000 espectadores Árbitro(s): |

### Juegos Olímpicos de Invierno
San Siro acogerá la ceremonia de apertura de los Juegos Olímpicos de Invierno de 2026, coorganizados por Milán con la ciudad de Cortina d'Ampezzo.

## Conciertos

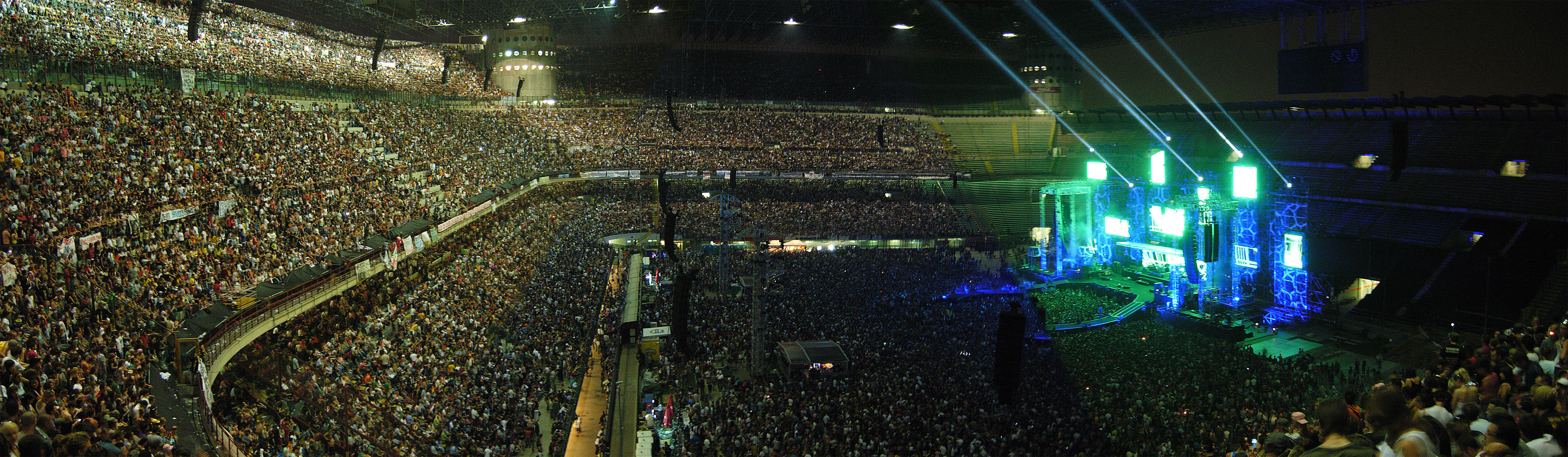
San Siro durante un concierto de Vasco Rossi.

1. Bob Marley (27 de junio de 1980) 
 (90 000 espectadores)
2. Bob Dylan (24 de junio de 1984)
3. Bruce Springsteen (21 de junio de 1985)
4. Claudio Baglioni (7 de julio de 1985)
5. Claudio Baglioni (1 de julio de 1986)
6. David Bowie (10 de junio de 1987) 
 (80 000 espectadores)
7. Vasco Rossi (10 de julio de 1990)
8. Vasco Rossi (7 de julio de 1995)
9. Vasco Rossi (8 de julio de 1995)
10. Vasco Rossi (15 de junio de 1996)
11. Michael Jackson (18 de junio de 1997)
12. Luciano Ligabue (27 de junio de 1997)
13. Luciano Ligabue (28 de junio de 1997)
14. Claudio Baglioni(9 de junio de 1998)
15. Luciano Ligabue (5 de julio de 2002)
16. Luciano Ligabue (6 de julio de 2002)
17. Rolling Stones (10 de junio de 2003)
18. Claudio Baglioni (19 de junio de 2003)
19. Bruce Springsteen (28 de junio de 2003)
20. Vasco Rossi (4 de julio de 2003) 
 (80 000 espectadores)
21. Vasco Rossi (5 de julio de 2003) 
 (80 000 espectadores)
22. Vasco Rossi (8 de julio de 2003) 
 (80 000 espectadores)
23. Renato Zero (29 de mayo de 2004)
24. Red Hot Chili Peppers (8 de junio de 2004)
25. Vasco Rossi (12 de junio de 2004)
26. Vasco Rossi (13 de junio de 2004)
27. U2 (20 de julio de 2005)
28. U2 (21 de julio de 2005)
29. Luciano Ligabue (27 de mayo de 2006)
30. Rolling Stones (11 de julio de 2006)
31. Robbie Williams (22 de julio de 2006)
32. Renato Zero (21 de mayo de 2007)
33. Laura Pausini (2 de junio de 2007) DVD San Siro 2007 
 (70 000 espectadores)
34. Vasco Rossi (21 de junio de 2007)
35. Vasco Rossi (22 de junio de 2007)
36. Biagio Antonacci (30 de junio de 2007)
37. Negramaro (31 de mayo de 2008)
38. Zucchero (14 de junio de 2008)
39. Bruce Springsteen (25 de junio de 2008)
40. Vasco Rossi (6 de junio de 2008)
41. Vasco Rossi (7 de junio de 2008)
42. Luciano Ligabue (4 de julio de 2008)
43. Luciano Ligabue (5 de julio de 2008)
44. Depeche Mode (18 de junio de 2009)
45. Amiche per l'Abruzzo (21 de junio de 2009) 
 (60 000 espectadores)
46. U2 (7 de julio de 2009)
47. U2 (8 de julio de 2009)
48. Madonna (14 de julio de 2009) 
 (55 000 espectadores)
49. Muse (8 de junio de 2010)
50. Luciano Ligabue (16 de julio de 2010)
51. Luciano Ligabue (17 de julio de 2010)
52. Vasco Rossi (16 de junio de 2011)
53. Vasco Rossi (17 de junio de 2011)
54. Vasco Rossi (21 de junio de 2011)
55. Vasco Rossi (22 de junio de 2011)
56. Take That (12 de julio de 2011)
57. Madonna (14 de junio de 2012)
58. Bon Jovi (29 de junio de 2013)
59. Pearl Jam (20 de junio de 2014)
60. One Direction (28 de junio de 2014)
61. One Direction (29 de junio de 2014)
62. Laura Pausini (4 de junio de 2016)
63. Laura Pausini (5 de junio de 2016)

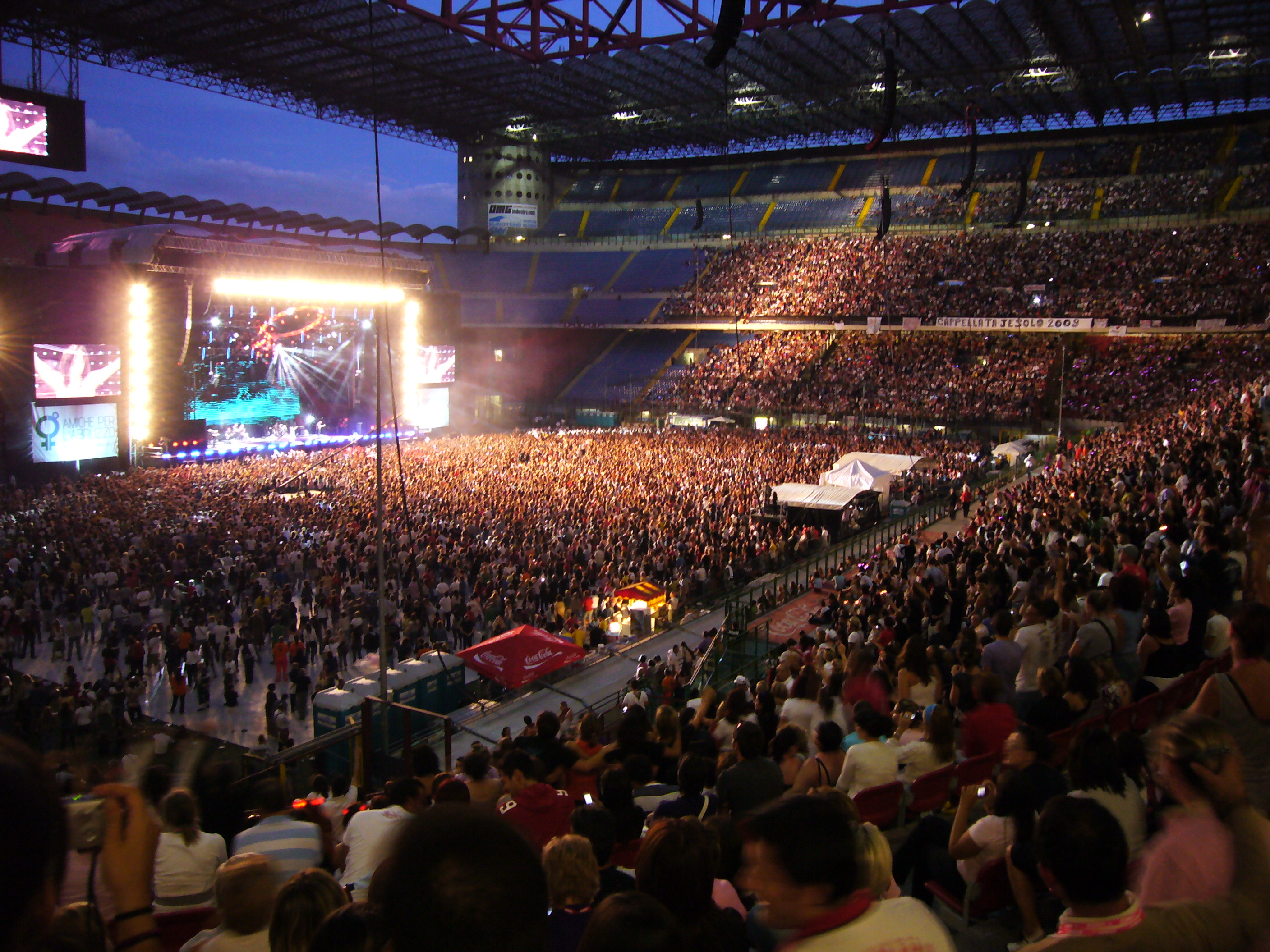
San Siro durante Amiche per l'Abruzzo de Laura Pausini.

64. Rihanna (13 de julio de 2016)
65. Beyoncé (18 de julio de 2016)

## Ubicación y Acceso
El estadio se sitúa en la Piazzale Angelo Moratti, 20151 Milano MI, Italia.

### Metro

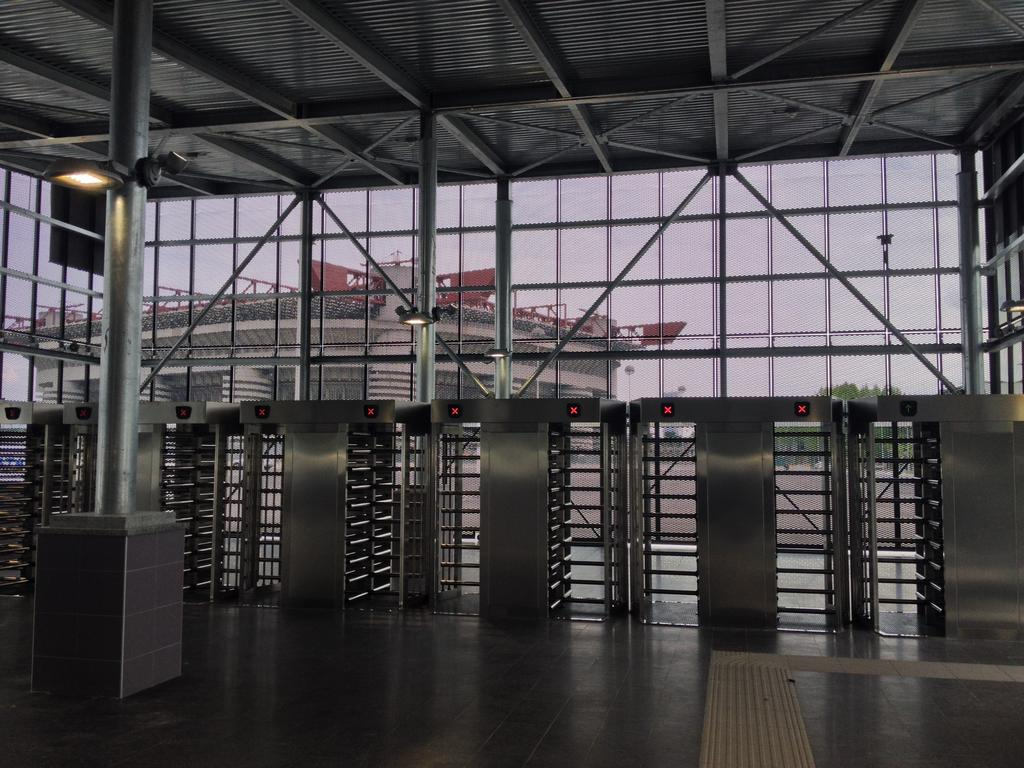
Estación de metro de San Siro

| Línea | Terminales |
| ----- | --- |
|       | Normalmente, los días de partido en casa del Inter y del Milán, se instala un servicio de transporte desde Piazzale Lotto (parada MM1 – roja). |
|       | Parada en San Siro Stadio: San Siro Stadio - Bignami                                                                                           |

### Autobús urbano
| Línea | Terminales                                                      |
| ----- | --------------------------------------------------------------- |
| 49    | Línea 49 - Piazza Tirana (dirección San Siro), parada Via Harar |

### Tranvía
| Línea | Terminales                                                  |
| ----- | ----------------------------------------------------------- |
| 16    | Línea 16 - San Siro Stadio (Piazza Axum) – Via Monte Velino |

### Vehículo
- Autostrada del Sole : después de la barrera de Melegnano, tomar la Tangenziale Ovest en dirección Malpensa y salir en Milano Via Novara. Luego siga las indicaciones hacia San Siro.
- (Milán-Turín): en la barrera Milán Norte tomar la Tangenziale Ovest en dirección Linate y salir en Milan Via Novara. Luego siga las indicaciones hacia San Siro.
- (Milán-Venecia): en la barrera Milán Norte continuar hacia Milán y tomar la salida Milano Certosa. Luego siga las indicaciones hacia San Siro.
- (Milán-Génova): en la barrera Milán Sur, tomar la circunvalación oeste en dirección Malpensa y salir en Milan Via Novara. Luego siga las indicaciones hacia San Siro.
- (Milano-Laghi): en la barrera Milano Nord, tomar la circunvalación occidental en dirección Linate y salir en Milano Via Novara. Luego siga las indicaciones hacia San Siro.

### Tren
- ESTACIÓN CENTRAL »

Tomar la línea de metro  MM2 en dirección Abbiategrasso / Assago Forum hasta la parada Porta Garibaldi.
Luego continúe con la línea de metro  M5 (lila) hasta la parada San Siro Stadio.
- PORTA GARIBALDI»

Tomar la línea de metro  MM5 (lila) hasta la parada San Siro Stadio.
- LAMBRATE »

Tomar la línea de metro  MM2 en dirección Abbiategrasso / Assago Forum hasta la parada Porta Garibaldi.
Luego continúe con la línea de metro  M5 (lila) hasta la parada San Siro Stadio.
- ESTACIÓN PORTA GENOVA »

Tomar la línea de metro  MM2 en dirección Cologno / Gessate hasta la parada Porta Garibaldi.
Luego continúe con la línea de metro  M5 (lila) hasta la parada San Siro Stadio.

### Avión
- MILÁN LINATE

Tomar la línea 73 de autobús hasta SanBabila MM1. Luego continuar con la línea de metro  MM1 en dirección Rho Fiera Milano, bajar en la parada LOTTO y tomar el metro  MM5 (lila) hasta la parada San Siro Stadio.
- MILÁN MALPENSA

Utilice la conexión de tren Malpensa Express hasta Cadorna FN. Luego continuar con la línea de metro  MM1 en dirección Rho Fiera Milano, bajar en la parada LOTTO y tomar el metro  MM5 (lila) hasta la parada San Siro Stadio.
- MILÁN ORIO AL SERIO

Utilice el servicio de autobús hasta la Estación Central de Milán. Luego continuar con la línea de metro  MM2 en dirección FAMAGOSTA y bajar en la parada CAIROLI. Intercambia con la línea de metro  MM1 en dirección Rho Fiera Milano, bájate en la parada LOTTO y toma el metro  MM5 (lila) hasta la parada San Siro Stadio.